# Danielson (Connecticut)
Pour les articles homonymes, voir Danielson.
Danielson est un borough américain au sein de la town de Killingly, dans le comté de Windham au Connecticut.
Le borough est créé en 1854 sous le nom de Danielsonville. Après la guerre de sécession, il devient le cœur commerçant de la municipalité de Killingly. Il adopte son nom actuel en 1895 et voit son territoire réduit.

## Démographie
Selon le recensement de 2010, Danielson compte 4 051 habitants. Le borough s'étend sur 1,16 milles carrés (3 km2), dont 0,07 milles carrés (0,18 km2) d'étendues d'eau.
| 1900  | 1910  | 1920  | 1930  | 1940  | 1950  |
| ----- | ----- | ----- | ----- | ----- | ----- |
| 2 823 | 2 934 | 3 130 | 4 210 | 4 507 | 4 554 |

| 1960  | 1970  | 1980  | 1990  | 2000  | 2010  |
| ----- | ----- | ----- | ----- | ----- | ----- |
| 4 642 | 4 580 | 4 553 | 4 441 | 4 265 | 4 051 |